# Горынский сельский совет (Кременецкий район)
Горынский сельский совет (укр. Горинська сільська рада) — входит в состав
Кременецкого района
Тернопольской области
Украины.
Административный центр сельского совета находится в 
с. Горынка.

## Населённые пункты совета
- с. Горынка
- с. Духов
- с. Кушлин